# José Cid
José Cid, nombre artístico de José Albano Salter Cid Ferreira Tavares (Chamusca, 4 de febrero de 1942) es un músico portugués.

## Biografía
Tercer hijo de Francisco Albano Coutinho Ferreira Tavares (nieto del barón de Cruzeiro) y de Fernanda Salter Cid Freire Gameiro, se trasladó con sus padres a Mogofores, cerca de Anadia, a los once años.
Inició su carrera musical en 1956, con la creación de Os Babies, grupo musical que se dedicaba a interpretar covers. En 1960 creó en Coímbra el Conjunto Orfeão, con José Niza, Proença de Carvalho y Rui Ressurreição.
En 1965 abandona Coímbra, donde asistía a la Facultad de Derecho de la Universidad de Coímbra, sin terminar el primer año. Ingresa ese año en el Instituto Nacional de Educação Física. Tras una prueba entra en el grupo Quarteto 1111. José Cid tampoco concluye sus estudios de Educación física, porque en 1968 es llamado a filas. Hasta 1972 permanece como oficial en la Fuerza Aérea Portuguesa.
Se hizo popular como teclista y vocalista de los Quarteto 1111, teniendo gran éxito con A lenda de El-Rei D. Sebastião, de 1967, un tema innovador en el panorama musical de la época. Todavía con el cuarteto participó en el Festival RTP da Canção de 1968, con Balada para D. Inês donde acabó tercero. El álbum homónimo de los Quarteto 1111 fue editado en 1970, pero no llegó a salir, a causa de la censura.
En 1971, José Cid lanzó su primer disco en solitario. En 1973, los Quarteto 1111 adoptaron el nombre Green Windows, en un intento de internacionalización.
Fundó el grupo Cid, Scarpa, Carrapa & Nabo, con Guilherme Inês, José Moz Carrapa y Zé Nabo, con el que grabó el tema Mosca super-star y el EP Vida, en 1977. En 1978, lanza el álbum de rock progresivo titulado 10.000 anos depois entre Vénus e Marte.

## Festival de la OTI
En 1979, participa en el Festival de la OTI con la canción Na cabana junto à praia, finalizando en tercera posición. Vuelve a participar en 1981 con la canción Uma lágrima, acabando en 10.ª posición.

## Festival de Eurovisión
Concurrió al Festival RTP da Canção de 1974, en solitario con el tema Uma rosa que te dei, y con los Green Windows, que presentaron las canciones No dia em que o rei fez anos e Imagens. 
Con la canción Um grande, grande amor venció en el Festival RTP da Canção de 1980, con 93 puntos, lo que le dio el derecho a participar en el Festival de Eurovisión. Su participación en el Festival de la Canción de Eurovisión 1980, celebrado en La Haya, se saldó con un 7º lugar, con 80 puntos, entre 19 participantes. 
Vuelve a participar en el Festival RTP da Canção de 1981, con la canción "Morrer de Amor Por Ti", clasificándose en 2º lugar.

En 1998, compuso el tema "Se eu te pudesse abraçar" que ganó el Festival RTP da Canção. El tema fue interpretado por Alma Lusa. Acompañó a los Alma Lusa en su actuación en el Festival de Eurovisión, tocando el acordeón y haciendo coros. Posteriormente, en su presentación en el Festival de la Canción de Eurovisión 1998, realizado en Birmingham (Inglaterra) el tema acabó en 12.ª posición.
Participó en el Festival RTP da Canção de 2018 con la canción "O som da guitarra é a alma de um povo", siendo eliminado en la primera semifinal.

## Yamaha Music Festival
Representó a Portugal en dos ocasiones en el Yamaha Music Festival (también conocido como World Popular Song Festival, celebrado en Tokio); en 1971 con la canción "Ficou Para Tia" y en 1975 con "Yesterday, Today and Tomorrow", no logró clasificarse para la final ninguna de las dos veces.

## Carrera posterior

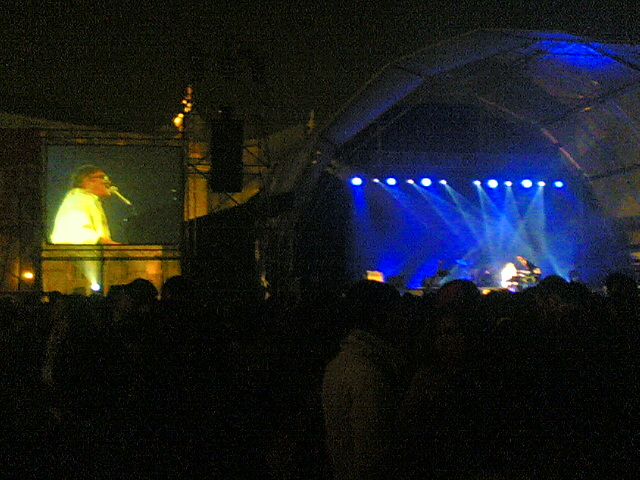
José Cid en el concierto de año nuevo de 2007 en el Terreiro do Paço, en Lisboa

A comienzos de 1990, causó una polémica, al posar desnudo para una revista, con uno de sus discos de oro. La intención fue protestar contra la forma como las radios despreciaban a los intérpretes portugueses, incluido a él mismo, en favor de los intérpretes extranjeros.
En 2000 publicó el libro Tantos anos de poesia. En 2004 dio un espectáculo en el Coliseu dos Recreios, que fue grabado por la RTP. En 2006 reapareció ante el público, en el viejo Cabaret Maxime, en Lisboa, en dos espectáculos. Lanzó entretanto el disco Baladas da minha vida, con viejas canciones grabadas de forma acústica y dos temas nuevos, O melhor tempo da minha vida y Café contigo.

## Vida personal
Se casó con Emília Infante da Câmara Pedroso, con quien tuvo una hija, Ana Sofia, nacida en 1964. Ana Sofia ha colaborado con su padre en algumas letras y en los coros de varias canciones. Se casó por segunda vez con la cantante Maria Armanda Monteiro Ricardo, matrimonio que duró diez años. 
Se declara monárquico y anarquista, y continua viviendo en Mogofores, pasando largas temporadas en su Chamusca natal. Es pretendiente al título de barón do Cruzeiro, título concedido a Francisco Luis Ferreira Tavares, su bisabuelo, por el rey Luis I de Portugal.

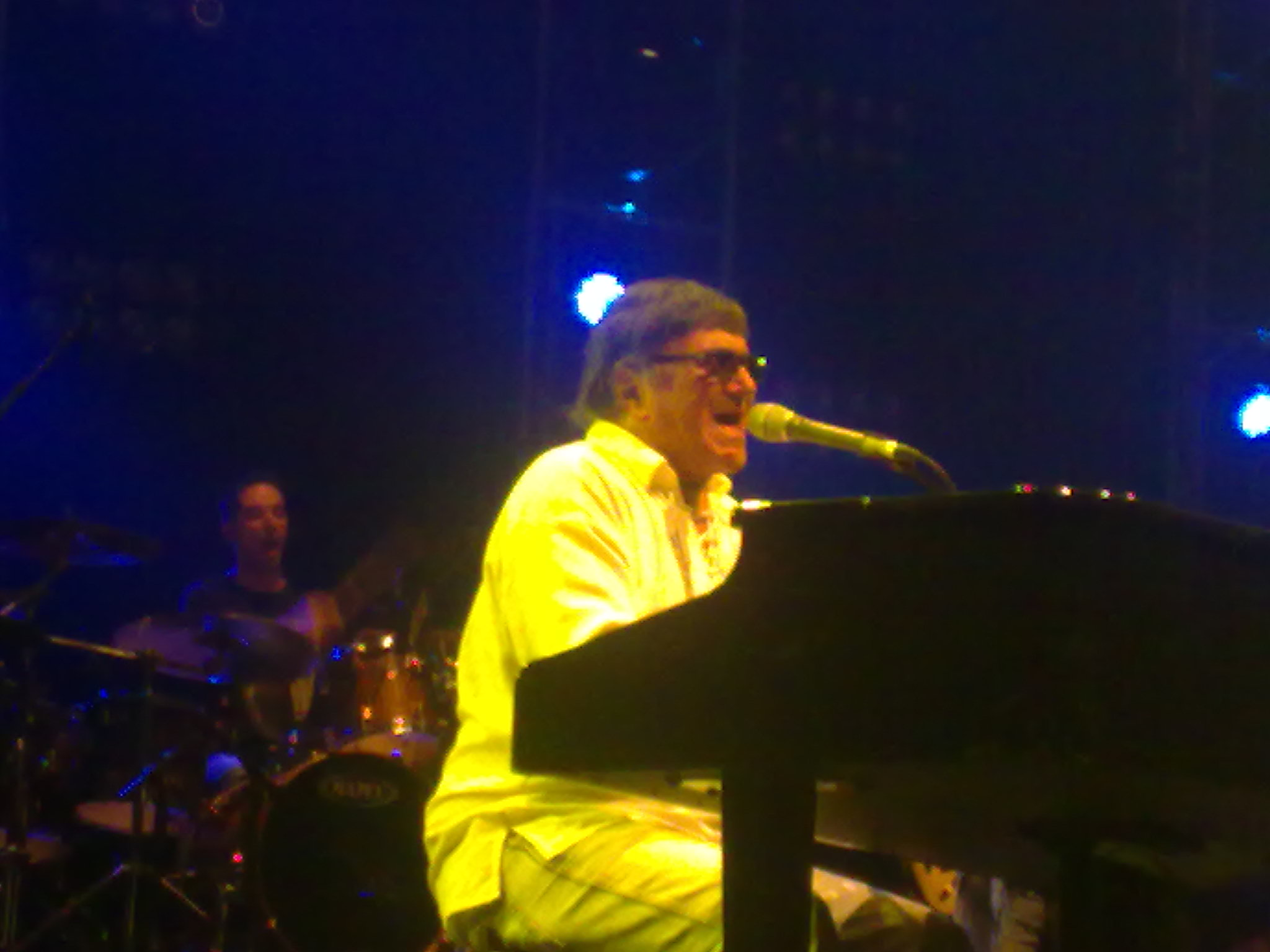
José Cid en un concierto en la Plaza de toros de Campo Pequeno, Lisboa, en 2009.

## Discografía (selecta)
LP / CD (incluyendo recopilaciones)
- 1971 - José Cid
- 1974 - No Dia Em Que O Rei Fez Anos
- 1977 - Êxitos de José Cid
- 1978 - 10,000 Anos Depois Entre Venus e Marte
- 1979 - José Cid Canta Coisas Suas
- 1980 - My Music
- 1980 - Os Grandes, Grandes Êxitos
- 1981 - Antologia da Música Popular Portuguesa
- 1982 - Os Grandes, Grandes Êxitos II
- 1983 - Magia
- 1986 - Xi-Coração
- 1987 - Fado de Sempre
- 1989 - José Cid
- 1990 - O Melhor de José Cid
- 1991 - De Par Em Par
- 1992 - Camões, as Descobertas e Nós
- 1994 - Vendedor de Sonhos
- 1994 - O Melhor dos Melhores
- 1996 - Pelos Direitos do Homem
- 1996 - Nunca Mais É Sexta-Feira
- 1996 - A Rosa Que Te Dei - Colecção Caravela
- 1997 - Cais Sodré
- 1998 - Ode a Federico García Lorca
- 1998 - Entre Margens
- 1999 - Os Inesquecíveis
- 2000 - Clássicos da Renascença
- 2001 - De Surpresa
- 2001 - O Melhor de 2
- 2003 - Antologia - Nasci p'ra música
- 2003 - Best
- 2004 - A Arte e a Música
- 2006 - Baladas da minha vida
- 2006 - Grandes Êxitos
- 2006 - Antologia II
- 2007 - Pop Rock e Vice Versa
- 2008-  Ao Vivo no Campo Pequeno
- 2009 - Coisas do Amor e do Mar
- 2011 - Quem Tem Medo de Baladas
- 2015 - Menino Prodígio

EP
- 1971 - Lisboa Perto e Longe
- 1971 - História Verdadeira de Natal
- 1972 - Camarada
- 1977 - Vida (Sons do Quotidiano)
- 1978 - O Meu Piano/Aqui Fica Uma Canção/O Largo do Coreto/Porquê, Meu Amor, Porquê?
- 1980 - Um Grande, Grande Amor